# Vương quốc Judah

Vương quốc Judah phía Nam (màu vàng) và Vương quốc Israel phía Bắc

Vương quốc Judah (tiếng Do Thái מַלְכוּת יְהוּדָה; chuyển tự: Malḫut Yəhuda; phát âm Tiberias: Malḵûṯ Yəhûḏāh) là một trong hai vương quốc được thành lập khi Vương quốc Israel Thống nhất phân chia, nó cũng được gọi là Vương quốc phía Nam để phân biệt với Vương quốc còn lại ở phía Bắc. Theo Kinh Thánh, Vương quốc Thống nhất tan rã theo sau sự kiện các chi tộc phương Bắc từ chối công nhận Rehoboam, thuộc nhà David của chi tộc Judah ở phương Nam, làm vua. Các chi tộc này hình thành nên một vương quốc tiếp tục lấy tên là Israel, còn được gọi là Vương quốc Samaria. Chỉ còn hai chi tộc Judah và Benjamin vẫn trung thành với Nhà David và tạo thành Vương quốc Judah. Hai vương quốc phía Bắc và phía Nam cùng tồn tại cách không hòa thuận cho tới khi Vương quốc phía Bắc bị người Assyria phá hủy khoảng năm 722/721 TCN. Vương quốc phía Nam tiếp tục tồn tại cho tới khi dần lệ thuộc vào Đế quốc Tân Babylon và biến mất khi trở thành một tỉnh của Đế quốc này vào năm 586 TCN.

### Các vua của Judah:
1. Rehoboam: 931 - 913 TCN, con trai của Salomon
2. Abijah: 913 - 911 TCN, con trai của Rehoboam
3. 'Āsā': 911 - 870 TCN, con trai của Abijah
4. Yehoshafat: 870 - 849 TCN, con trai của Asa
5. Jehoram: 849 - 842 TCN
6. Ahaziah: 842 - 841 TCN, con trai của Jehoram
7. Nữ hoàng Athaliah: 841 – 836 TCN
8. Jehoash: 836 – 796 TCN, cháu trai của Nữ hoàng
9. Amaziah: 796 – 767 TCN
10. Uzziah: 767 - 750 TCN
11. Yotam: 750 – 732 TCN
12. Ahaz: 732 – 716 TCN
13. Hezekiah: 716 – 687 TCN, bị con trai là Manasseh đánh bại và phế truất
14. Manasseh: 697 – 643 TCN
15. Amon: 643 – 641 TCN, bị cận thần ám sát
16. Josiah: 640 - 609 TCN, bị quân Ai Cập đánh bại và sát hại
17. Jehoahaz: 609 TCN (3 tháng), bị Pharaoh Ai Cập là Necho II phế truất
18. Jehoiakim: 609 – 598 TCN, anh trai của Jehoahaz
19. Jeconiah, 598 - 597 TCN (4 tháng), bị vua Nebuchadnezzar II của Tân Babylon phế truất
20. Zedekiah: 597–586 TCN, chú của Jeconiah. Năm 586 TCN, Judah bị Tân Babylon đánh bại, vua bị giam cầm và các con trai đều bị quân Tân Babylon sát hại. Viên chỉ huy Tân Babylon là Gedaliah làm Toàn quyền, nhưng đến năm 582 TCN ông ta bị những người dân Judah do Ismael khởi nghĩa ám sát thành công.